# Feneur
Feneur (wa. Feneure) – dzielnica (section) gminy Dalhem w Belgii, w Regionie Walońskim, w prowincji Liège, w okręgu Liège. 1 stycznia 2020 roku liczyła 536 mieszkańców. Do 31 grudnia 1976 r. samodzielna gmina. 

## Demografia
Liczba mieszkańców, stan na 1 stycznia:
| Rok                | 1930 | 1947 | 1961 | 2020 |
| ------------------ | ---- | ---- | ---- | ---- |
| Liczba mieszkańców | 223  | 192  | 190  | 536  |